# Sabrina Tasselli
Sabrina Tasselli (Carpi, Módena, Italia, 3 de abril de 1990) es una futbolista italiana. Juega como guardameta y actualmente milita en la Ternana Calcio Femminile de la Serie B de Italia. Ha sido internacional con la selección de Italia.

## Trayectoria
Se formó en la cantera de la Reggiana, siendo incorporada al primer equipo en 2009, como segunda de Silvia Vicenzi. Esa misma temporada, el equipo de Reggio Emilia ganó la Copa de Italia. En 2011 fichó por el Tavagnacco, compitiendo en la Serie A como segunda de Chiara Marchitelli; a lo largo de la temporada sumó sólo 5 presencias, así que en el verano de 2012 fue transferida al Bardolino Verona como segunda de la internacional sueca Stéphanie Öhrström. La temporada 2012-13 jugó 8 partidos, 4 como titular y 4 sustituyendo a Öhrström.
En el verano de 2013 pasó al Riviera di Romagna, donde permaneció dos temporadas alternándose con Silvia Vincenzi. En el verano de 2015 fichó por el Atletico Oristano, pero su experiencia en el club sardo sólo duró pocos meses, tanto es así que ya en diciembre del mismo año volvió al Riviera di Romagna.
Tras una breve experiencia en el extranjero con el Stjarnan islandés, en septiembre de 2016 volvió a Italia para jugar en las filas de su primer club, la Reggiana. En 2016, el club fue adquirido por el Sassuolo, dando vida al homónimo club femenino; esa misma temporada, el nuevo equipo ganó el grupo B de la Serie B y ascendió a la máxima división italiana. En la primera temporada del Sassuolo en la Serie A, Tasselli fue la guardameta titular, mientras que en la suguiente fue la segunda de Gaëlle Thalmann.
En julio de 2019 fichó por la Juventus de Turín. Sin embargo, fue la tercera opción por detrás de Laura Giuliani y Doris Bačić y sólo sumó presencias en la Copa de Italia.
En enero de 2021 fue adquirida por el Napoli Femminile. En julio del mismo año fichó por la  Fiorentina. En el verano de 2022 volvió al Napoli, ganando la liga de Serie B 2022-23.

## Selección nacional
En 2015 fue convocada por el seleccionador del equipo femenino italiano, Antonio Cabrini, para dos amistosos ante China que se disputaron en las ciudades de Guiyang y Qujing. Hizo su debut en el segundo partido, sustituyendo a Francesca Durante en el minuto 46.

## Clubes
| Club               | País     | Año         |
| ------------------ | -------- | ----------- |
| Reggiana Calcio    | Italia   | 2009 - 2011 |
| UPC Tavagnacco     | Italia   | 2011 - 2012 |
| Bardolino Verona   | Italia   | 2012 - 2013 |
| Riviera di Romagna | Italia   | 2013 - 2015 |
| Atletico Oristano  | Italia   | 2015        |
| Riviera di Romagna | Italia   | 2016        |
| Stjarnan           | Islandia | 2016        |
| Reggiana Calcio    | Italia   | 2016 - 2017 |
| US Sassuolo        | Italia   | 2017 - 2019 |
| Juventus de Turín  | Italia   | 2019 - 2021 |
| Napoli Femminile   | Italia   | 2021        |
| ACF Fiorentina     | Italia   | 2021 - 2022 |
| Napoli Femminile   | Italia   | 2022 - 2023 |
| Ternana Femminile  | Italia   | 2023 -      |

## Palmarés
| Título             | Club              | País   | Año         |
| ------------------ | ----------------- | ------ | ----------- |
| Copa de Italia     | Reggiana          | Italia | 2009 - 2010 |
| Serie B (Grupo B)  | Sassuolo          | Italia | 2016 - 2017 |
| Supercopa italiana | Juventus de Turín | Italia | 2019        |
| Serie A            | Juventus de Turín | Italia | 2019 - 2020 |
| Supercopa italiana | Juventus de Turín | Italia | 2020        |
| Serie B            | Napoli Femminile  | Italia | 2022 - 2023 |